# 波伦山口
29°27′13″N 67°29′41″E / 29.453516°N 67.494648°E
波伦山口（Bolan Pass）为巴基斯坦西部俾路支境内托巴-卡卡尔山脉的山口，距离阿富汗边境120公里。该山口具有重要的战略意义，历史上为来往南亚的贸易、向南的迁徙和侵入的游牧民族都经过这条通道。传统上，这个山口生活在俾路支地区的布拉霍耶人（库尔德人）控制。
1837年，当时占据印度次大陆的英属印度政府，通过向坎布尔派出使节获得埃米尔穆罕默德可汗二世的支持和授意，在波伦山口和开伯尔山口击退了沙皇俄国向南亚的入侵。